# گوسوکو-بوگیو
گوسوکو-بوگیو (به ژاپنی: 具足奉行 Gusoku-bugyō) یا بوگو-بوگیو، یک اداره دولتی تحت حکومت شوگون‌سالاری توکوگاوا بود که با تسلیح سربازان شوگون مرتبط بود. این دفتر در سال ۱۶۰۴ تأسیس شد. با این حال، این دفتر پس از سال ۱۸۶۳ به عنوان بوگو-بوگیو شناخته شد.